# Riedepolder
De Riedepolder is een polder die zich bevindt ten noordoosten van Koewacht en behoort tot de Sint Jansteen-, Wildelanden- en Ferdinanduspolders, in de Nederlandse provincie Zeeland. 
De betrekkelijk hooggelegen polder werd in 1600 definitief bedijkt. In de bosrijke polder bevindt zich de Boschkreek, en aan de zuidkant wordt ze sinds 1664 begrensd door de Belgisch-Nederlandse grens, waarlangs de Zoute Vaart loopt, met daarlangs op Nederlands gebied de Tragel. Het Nederlandse deel van de polder, die nog doorloopt op Belgisch gebied, meet 20 ha.